# 徳島県の市町村旗一覧
徳島県の市町村旗一覧（とくしまけんのしちょうそんきいちらん）は、徳島県内の市町村に制定されている、あるいは制定されていた市町村旗の一覧である。なお、一覧の順序は全国地方公共団体コード順による。廃止された市町村章は廃止日から順に掲載している。

## 市部
| 市       | 市旗 | 制定有無 | 制定日        | 旗の色                                         | 備考 |
| -------- | ---- | -------- | ------------- | ---------------------------------------------- | ---- |
| 徳島市   |      | あり     | 1909年10月9日 | 地色は紺色であり、紋章は白色が指定されている   |      |
| 鳴門市   |      | なし     | なし          | 地色は藍色であり、紋章は白色が指定されている   |      |
| 小松島市 |      | なし     | なし          | 地色は水色であり、紋章は白色が指定されている   |      |
| 阿南市   |      | あり     | 1988年6月27日 | 地色は濃緑色であり、紋章は白色が指定されている |      |
| 吉野川市 |      | あり     | 2004年10月1日 | 地色は白色であり、紋章は指定色が指定されている |      |
| 美馬市   |      | なし     | なし          | 地色は白色であり、紋章は指定色が指定されている |      |
| 阿波市   |      | なし     | なし          | 地色は白色であり、紋章は指定色が指定されている |      |
| 三好市   |      | あり     | 2006年3月1日  | 地色は白色で紋章は指定色が指定されている       |      |

## 町村部
| 郡     | 町村       | 町村旗 | 制定有無 | 制定日       | 旗の色                                                       | 備考 |
| ------ | ---------- | ------ | -------- | ------------ | ------------------------------------------------------------ | ---- |
| 勝浦郡 | 勝浦町     |        | なし     | なし         | 地色は青紫色であり、紋章は白色が指定されている               |      |
| 勝浦郡 | 上勝町     |        | なし     | なし         | 地色は青緑色であり、紋章は黄色・縁部分は白色が指定されている |      |
| 名東郡 | 佐那河内村 |        | なし     | なし         | 地色は白色であり、紋章は水色と橙色が指定されている           |      |
| 名西郡 | 石井町     |        | なし     | なし         | 地色は紫色であり、紋章は白色が指定されている                 |      |
| 名西郡 | 神山町     |        | なし     | なし         | 地色は青色であり、紋章は白色が指定されている                 |      |
| 那賀郡 | 那賀町     |        | なし     | なし         | 地色は白色であり、紋章は指定色が指定されている               |      |
| 海部郡 | 牟岐町     |        | なし     | なし         | 地色は青紫色であり、紋章は白色が指定されている               |      |
| 海部郡 | 美波町     |        | なし     | なし         | 地色は白色であり、紋章は指定色が指定されている               |      |
| 海部郡 | 海陽町     |        | なし     | なし         | 地色は白色であり、紋章は指定色が指定されている               |      |
| 板野郡 | 松茂町     |        | なし     | なし         | 地色は薄緑色であり、紋章は白色が指定されている               |      |
| 板野郡 | 北島町     |        | なし     | なし         | 地色は藍色であり、紋章は白色が指定されている                 |      |
| 板野郡 | 藍住町     |        | なし     | なし         | 地色は白色であり、紋章は藍色が指定されている                 |      |
| 板野郡 | 板野町     |        | なし     | なし         | 地色は黒緑色であり、紋章は白色が指定されている               |      |
| 板野郡 | 上板町     |        | あり     | 1972年1月1日 | 地色は藍色であり、紋章は白色が指定されている                 |      |
| 美馬郡 | つるぎ町   |        | あり     | 2005年3月1日 | 地色は白色で紋章は指定色が指定されている                     |      |
| 三好郡 | 東みよし町 |        | あり     | 2006年3月1日 | 色は白色で紋章は指定色が指定されている                       |      |

## 廃止された市町村旗
| 市郡   | 町村       | 市町村旗 | 制定有無 | 制定日        | 廃止日        | 旗の色                                                 | 備考 |
| ------ | ---------- | -------- | -------- | ------------- | ------------- | ------------------------------------------------------ | ---- |
| 麻植郡 | 鴨島町     |          | なし     | なし          | 2004年10月1日 | -                                                      |      |
| 麻植郡 | 川島町     |          | なし     | なし          | 2004年10月1日 | -                                                      |      |
| 麻植郡 | 山川町     |          | なし     | なし          | 2004年10月1日 | -                                                      |      |
| 麻植郡 | 美郷村     |          | なし     | なし          | 2004年10月1日 | -                                                      |      |
| 美馬郡 | 脇町       |          | なし     | なし          | 2005年3月1日  | -                                                      |      |
| 美馬郡 | 美馬町     |          | なし     | なし          | 2005年3月1日  | 地色は黄色であり、紋章は赤色・桃色が指定されている     |      |
| 美馬郡 | 穴吹町     |          | なし     | なし          | 2005年3月1日  | 地色は青色であり、紋章は黄色が指定されている           |      |
| 美馬郡 | 木屋平村   |          | なし     | なし          | 2005年3月1日  | -                                                      |      |
| 美馬郡 | 貞光町     |          | なし     | なし          | 2005年3月1日  | 地色はワインレッド色であり、紋章は白色が指定されている |      |
| 美馬郡 | 半田町     |          | なし     | なし          | 2005年3月1日  | 地色は緑色であり、紋章は黄色が指定されている           |      |
| 美馬郡 | 一宇村     |          | なし     | なし          | 2005年3月1日  | -                                                      |      |
| 那賀郡 | 鷲敷町     |          | なし     | なし          | 2005年3月1日  | -                                                      |      |
| 那賀郡 | 相生町     |          | なし     | なし          | 2005年3月1日  | -                                                      |      |
| 那賀郡 | 上那賀町   |          | なし     | なし          | 2005年3月1日  | -                                                      |      |
| 那賀郡 | 木沢村     |          | なし     | なし          | 2005年3月1日  | -                                                      |      |
| 那賀郡 | 木頭村     |          | なし     | なし          | 2005年3月1日  | -                                                      |      |
| 板野郡 | 吉野町     |          | なし     | なし          | 2005年4月1日  | 地色は緑色であり、紋章は白色が指定されている           |      |
| 板野郡 | 土成町     |          | なし     | なし          | 2005年4月1日  | -                                                      |      |
| 阿波郡 | 市場町     |          | なし     | なし          | 2005年4月1日  | -                                                      |      |
| 阿波郡 | 阿波町     |          | なし     | なし          | 2005年4月1日  | -                                                      |      |
| 三好郡 | 池田町     |          | なし     | なし          | 2006年3月1日  | -                                                      |      |
| 三好郡 | 三野町     |          | なし     | なし          | 2006年3月1日  | -                                                      |      |
| 三好郡 | 井川町     |          | なし     | なし          | 2006年3月1日  | -                                                      |      |
| 三好郡 | 山城町     |          | なし     | なし          | 2006年3月1日  | -                                                      |      |
| 三好郡 | 東祖谷山村 |          | なし     | なし          | 2006年3月1日  | -                                                      |      |
| 三好郡 | 西祖谷山村 |          | なし     | なし          | 2006年3月1日  | -                                                      |      |
| 三好郡 | 三好町     |          | なし     | なし          | 2006年3月1日  | -                                                      |      |
| 三好郡 | 三加茂町   |          | なし     | なし          | 2006年3月1日  | -                                                      |      |
| 那賀郡 | 羽ノ浦町   |          | なし     | なし          | 2006年3月20日 | 地色は紺色であり、紋章は白色が指定されている           |      |
| 那賀郡 | 那賀川町   |          | なし     | なし          | 2006年3月20日 | 地色は深緑色であり、紋章は白色が指定されている         |      |
| 海部郡 | 由岐町     |          | なし     | なし          | 2006年3月31日 | -                                                      |      |
| 海部郡 | 日和佐町   |          | なし     | なし          | 2006年3月31日 | 地色は濃紫色であり、紋章は白色が指定されている         |      |
| 海部郡 | 海部町     |          | なし     | なし          | 2006年3月31日 | 地色は紺色であり、紋章は白色が指定されている           |      |
| 海部郡 | 海南町     |          | あり     | 1978年7月15日 | 2006年3月31日 | 地色は紺色であり、紋章は白色が指定されている           |      |
| 海部郡 | 宍喰町     |          | なし     | なし          | 2006年3月31日 | 地色は紺色であり、紋章は黄色が指定されている           |      |

### 書籍
- 近藤春夫『都市の紋章 : 一名・自治体の徽章』行水社、1915年。NDLJP:955061
- NHK情報ネットワーク『NHKふるさとデータブック8 [四国]』日本放送協会、1992年5月1日。

### 自治体書籍
- 海南町役場『海南町例規集』徳島県海部郡海南町。